# Distretto di Paico
Il distretto di Paico è uno degli undici distretti della provincia di Sucre, in Perù. Si trova nella regione di Ayacucho e si estende su una superficie di 79,65 chilometri quadrati.

Ha per capitale la città di Paico e nel censimento del 2005 contava 978 abitanti.